# Tiranet orellut de Minas Gerais
El tiranet orellut de Minas Gerais (Phylloscartes roquettei) és un ocell de la família dels tirànids (Tyrannidae).

## Hàbitat i distribució
Habita els boscos de l'est del Brasil, al nord-oest de Minas Gerais.